# Social media monitoring
Social media monitoring is het proces van het bijhouden en analyseren van uitingen in de sociale media waaronder blogs, wiki's, nieuwssites, micro-blogs zoals Twitter, sociale netwerk sites, fora etc. Deze informatie kan vervolgens gebruikt worden door onder andere marketeers om trends te analyseren of nieuwe klanten te benaderen. Social media monitoring wordt ook veelvuldig gebruikt voor onder andere het monitoren van evenementen door safety & security professionals.
Social media monitoring maakte in Nederland zijn intrede rond 2006.

## Social media voor merken, organisaties en overheden
Social media monitoring biedt oplossingen voor merken om de algehele zichtbaarheid op sociale platformen te meten en hier effectief op in te kunnen spelen. Daarnaast biedt het voor organisaties en overheden mogelijkheden om informatie snel en gericht te verzenden en hier op te reageren. Dit wordt veelvuldig gedaan door social media monitoring tools waar meerdere functies samengevoegd worden en het mogelijk is om cross-platform te monitoren, meten en reageren.

## Inzichten
Social media monitoring kan gebruikt worden om diverse inzichten te verwerven , zoals:
- Sentiment: spreekt men positief of negatief over mijn merk?
- Volume: hoeveel spreekt met over mijn merk, en hoe verhoudt dat zich tot mijn concurrent?
- Auteurs: wie spreekt er over mijn merk?
- Bronnen: waar wordt er over mijn merk gesproken?
- Geografisch: Op welke locatie wordt er over een onderwerp gesproken en wie praat er over een bepaalde locatie.